# Vilmos Schulek

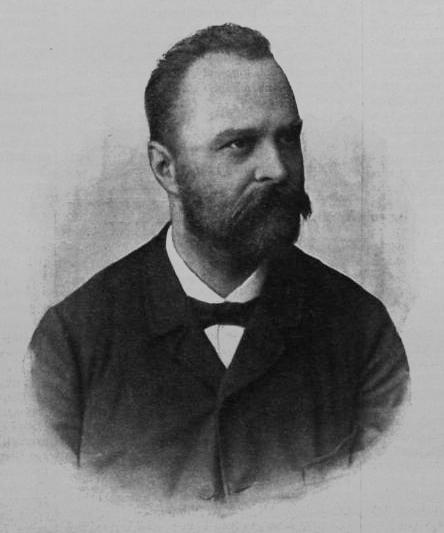
Vilmos Schulek

Vilmos Schulek (Wilhelm Schulek; * 21. April 1843 in Pest, Ungarn; † 13. März 1905 in Budapest) war ein ungarischer Mediziner und Hochschullehrer.

## Leben und Wirken
Vilmos Schulek war der Sohn des Kaufmannes und Politikers Agoston Schulek. Sein älterer Bruder war der Architekt Frigyes Schulek. Der Protestant Schulek studierte ab 1860 an der Universität Wien Medizin. Die Jahre 1863 und 1864 dürfte er zwischendurch in Pest studiert haben. Er promovierte aber 1866 in Wien zum Dr. med. Anschließend unternahm er Studienfahrten nach Berlin, Utrecht, Paris und London. Auch an Schweizer und anderen deutschsprachigen Universitäten studierte er. In Wien arbeitete er von 1867 bis 1872 als Assistent von Ferdinand von Arlt und wurde 1872 selbst ordentlicher Professor der Augenheilkunde in Klausenburg. 
1874 wechselte er an die Universität Budapest, wo er in den Jahren 1890 und 1891 auch als Rektor fungierte und 1904 emeritierte. Unter ihm wurde das Medizinstudium ausgebaut, sodass die Augenheilkunde Pflicht für alle Mediziner wurde.  
Schulek widmete sich vor allem der chirurgischen Augenheilkunde, einem Fachgebiet, in dem er auch mehrere neue Operationsmethoden entwickelte, wie jene bei Doppelpupillen oder für die teilweise Entfernung pupillärer Schließmuskel.
Auch die Pläne für die 1884 in Budapest eröffnete Augenklinik stammen von Schulek. Unter ihm wuchs nicht nur die Anzahl der Studenten, sondern auch die der Patienten sprunghaft an, sodass er bereits 1895 eine zweite Augenklinik beantragte, die aber erst 1908 realisiert wurde.
Als Redakteur trat er sowohl in der ungarischsprachigen Fachzeitschrift Szemeszet als auch in einer deutschsprachigen Fachzeitschrift in Erscheinung. Neben seiner praktischen Tätigkeit veröffentlichte er mehr als 350 Arbeiten, die in der Fachwelt Anerkennung fanden.
Der königlich-ungarische Ministerialrat wurde 1889 korrespondierendes und 1902 ordentliches Mitglied der ungarischen Akademie der Wissenschaften. Er gilt als Begründer der ungarischen ophthalmologischen Schule und der ungarischen Fachliteratur über Augenheilkunde. Verdienste erlangte er auch um den regelmäßigen Austausch zwischen den Erkenntnissen zwischen Ungarn und Österreich.